# Керси
Керси (пол. Kiersy, нім. Kirschdorf) — село в Польщі, у гміні Бранево Браневського повіту Вармінсько-Мазурського воєводства.
У 1975-1998 роках село належало до Ельблонзького воєводства.